# Bunde (Panamá)
En Panamá, el bunde es un baile con sentido religioso que constituye un híbrido en el que se funden y armonizan los contenidos de cada aporte étnico en la cultura darienita. Es una tradición conocida actualmente como "la Navidad auténticamente panameña".

## Origen
La tradición oral de Garachiné recopilada en la obra "La Mercedes de Garachiné" de Raúl Forde, apunta que el bunde en ese pueblo se originó cuando Mocha Dolores encontró la figura del Niño Dios en las aguas del río San Antonio, quien conjuntamente con su hijo Faustino Arrocha y otros miembros del pueblo le compusieron canciones para festejarlo. Actualmente el bunde es practicado para celebrar el nacimiento de Jesús.
Como ritmo musical ancestral y propio de los nativos de América está muy extendido entre las comunidades nativas como catíos y embera, descendientes directos de la cultura indígena americana conocida como Tumaco. Existen teorías que afirman que los cimarrones la aprendieron de los nativos americanos, cuando como esclavos negros durante la Colonia escapaban y se refugiaban en regiones apartadas y eran recibidos con hospitalidad por los nativos americanos del litoral Pacífico. Aún hoy se conserva ese tono hospitalario en las canciones del bunde de Garachiné, en la provincia del Darién de Panamá.

## Características
El bunde se celebra en los poblados de la vertiente del pacífico de la provincia de Darién, entre el 6 de diciembre al 6 de enero (día de los Reyes Magos), todas las noches de cada día.
Para asegurar la celebración del bunde se requiere de una familia unida en matrimonio o mujer en estado de viudez que goce de buena reputación, quienes tendrán la tarea de custodiar a la figura o estatuilla del niño Jesús durante todo el año, antes de la celebración. 
La celebración comienza con la confección de un altar donde reposará la estatuilla o figura del niño Jesús, posteriormente se escoge la residencia de un respetado poblador de la localidad, que en adelante será denominado "mayordomo", porque será su casa, la sede de la celebración del bunde y donde estará el altar denominado popularmente como "Nicho". Al mismo tiempo, los lugareños recogen limosnas que pueden ser en dinero efectivo o en especies, lo que posteriormente es vendido en la comunidad para costear cada noche de celebración.
La recolección de las limosnas tiene reglas preestablecidas, la más notable es que la persona que recoge tiene que ser mujer y señorita, esto quiere decir que aún sea virgen.[cita requerida]
Al momento de recoger la limosna la señorita debe decir: "Una bendita limosna para el Niño Dios de Belén" y al recibir la misma deben contestar "Que Dios le aumente sus bienes".
Además se escogen a los padrinos de la celebración, quienes también han de correr con los gastos que representa ofrecer dulces, refrescos y demás platos que han de repartirse a los niños cada noche de bunde. La última casa es visitada el día 24 en horas de la mañana.
El día 24 de diciembre en la mañana, la figura del Niño Jesús es llevada por los organizadores a la casa de un matrimonio formado cristianamente, de manera secreta. En la tarde, ya acercándose la noche, el pueblo se reúne en la casa del mayordomo, donde se baila y se canta hasta las doce de la noche, recibiéndose el 25 diciembre con gran alegría. Posteriormente, el pueblo reunido, sale en grupo hacia la casa del matrimonio donde en la mañana del día anterior habían dejado la imagen. En aquel trayecto los fieles cantan y portan velas conformándose una especie de procesión, mientras tanto la voz principal interpreta un Bunde, en el cual se hace alusión a la llegada del Niño Jesús y como este rompe los cielos para llegar hasta los hombres. Al llegar a la casa, el matrimonio que ha custodiado al "Niño", procede a entregar la imagen a los padrinos, que estarán a cargo del mismo, durante toda la fiesta.
Finalmente, los pobladores regresan con el Niño a la casa del mayordomo, presidida por la mujer a la que se le entregó la imagen por parte del matrimonio, iniciándose la ceremonia de adoración.[cita requerida]
En ese momento, se verifican las loas, que son la declamación de villancicos y versos aprendidos especialmente para la ocasión. Una vez culminada esta parte de la ceremonia se pasa a la realización del baile de la "bámbara" que es un baile de reverencia, mientras cantan en coro, todo esto al frente del altar. Finalmente se pone al Niño Dios en su nicho, y se inicia la fiesta, en la que se canta y se baila durante toda la noche.

## Vestuario
El vestuario que se utiliza para el baile suele ser poco sencillo.
Damas: Se utilizan faldones más conocidos como polleras y camisilla, collares representativos de la etnia, flores ya sean artificiales o naturales, turbantes, sin calzado.
Caballero: pantalones ya sean largos o recogidos hasta la rodilla, camisa manga larga o sin camisa, correas de la hoja del tallo seco conocido como hoja de plátano seca, sin calzado.

## Formación instrumental
Cajón de madera rudimentario ejecutado con baquetas o palos, tambor y maracas acompañadas de cantantes.